# Sześciu mężczyzn, którym robi się niedobrze
Sześć postaci, którym robi się niedobrze (ang. Six Figures Getting Sick) – pierwszy film Davida Lyncha z 1966 roku. Przygotowany został na Konkurs Malarstwa i Rzeźby Eksperymentalnej, który organizowany był raz do roku w szkole, do której uczęszczał reżyser.
Film można potraktować jako swego rodzaju eksperyment – ma on cechy nie tylko animacji, ale także rzeźby oraz malarstwa. Przez niespełna minutę widać sześć głów i żołądki, które stopniowo wypełniają się czerwoną cieczą. Ta animacja została zapętlona sześć razy, dzięki czemu trwa ok. 6 minut. Nieprzerwanie towarzyszy jej dźwięk syreny.
Debiut ten otworzył Lynchowi drzwi do kariery i zaowocował współpracą z H. Bartonem Wassermanem. W szkolnym konkursie zajął pierwsze miejsce.